# Ancema carmentalis
Ancema carmentalis är en fjärilsart som beskrevs av De Nicéville 1892. Ancema carmentalis ingår i släktet Ancema och familjen juvelvingar. Inga underarter finns listade i Catalogue of Life.